# Kalmius
Kalmius (ukrajinsky Кальміус) je řeka v Doněcké oblasti v Donbasu na jihovýchodní Ukrajině. Je 209 km dlouhá. Povodí má rozlohu 5070 km².

## Průběh toku
Pramení u města Jasynuvata na jižním svahu Doněckého krjaže. Protéká městem Doněck a vlévá se v Mariupolu do Azovského moře.

## Vodní režim
Zdrojem vody jsou především sněhové srážky. Průměrný průtok vody u obce Sartana činí 6,23 m³/s.

## Využití
Široce se využívá k zavlažování a k zásobování vodou pro průmysl. Na řece byly vybudovány čtyři přehradní nádrže; z nichž ta v Doněcku je využívána také pro rekreační a sportovní účely. Na horním toku byla vybudována Hornokalmiuská přehradní nádrž, která je součástí komplexu vodních děl patřících k vodnímu kanálu Severní Doněc - Donbas. Na řece leží město Doněck a při ústí Mariupol.